# 积水潭站
积水潭站是一个位于中国北京市西城区德胜街道、什刹海街道、新街口街道交界北二环路、新街口外大街、新街口北大街、德胜門西大街交叉口积水潭桥下方，属于北京地铁2号线与19号线的地铁换乘站，2号线车站于1984年9月20日开通，19号线车站则于2021年12月31日开通。

## 位置
2号线积水潭站位于德胜门西大街（北二环，东西向）与新街口北大街－新街口外大街（南北向）相交的积水潭桥东侧，呈东西向布置。19号线车站位于积水潭桥南侧，呈南北向布置。

## 车站结构

### 车站楼层
2号线积水潭站采用分离式站厅、岛式站台。19号线车站则为地下三层岛式明挖车站:26，全长269.4米，通过站厅层换乘通道与2号线换乘。
| 地面 | 街道               | A-D、F-G出入口                                     |  |  |
| B1层 | 2号线站厅          | 客务中心、自动售票机、进出站闸机、往19号线换乘通道 |  |  |
| B2层 |                    | 2号线外圈（西直门）                                |  |  |
|      | 岛式站台，左侧开门 |                                                    |  |  |
|      |                    | 2号线内圈（鼓楼大街）                              |  |  |
| B3层 | 19号线站厅         | 客务中心、自动售票机、进出站闸机、往2号线换乘通道  |  |  |
| B4层 |                    | 19号线往牡丹园 （北太平庄）                        |  |  |
|      | 岛式站台，左侧开门 |                                                    |  |  |
|      |                    | 19号线 往新宫 （平安里）                           |  |  |

### 站厅
2号线积水潭站设有东、西两个站厅，东站厅北侧另有一个2015年增建的通往B1、B2口的票务厅。西站厅南侧于2021年增建一条向站台中部扩展的通道，通过3道楼梯连接2号线站台，同时已增建一座通往2号线站台的直梯，该直梯现已启用。此外，西厅西端预留有换乘通道口。19号线积水潭站的站厅位于新街口北大街地下，墙面装饰有一组分别展现洗象池、漕运船、观鱼曲桥、春堤观柳、德胜门、望海楼的艺术品《凭窗忆景》，19号线至2号线的换乘通道口旁亦有展现积水潭漕运与皇家洗象池的壁画《潭波回影》。

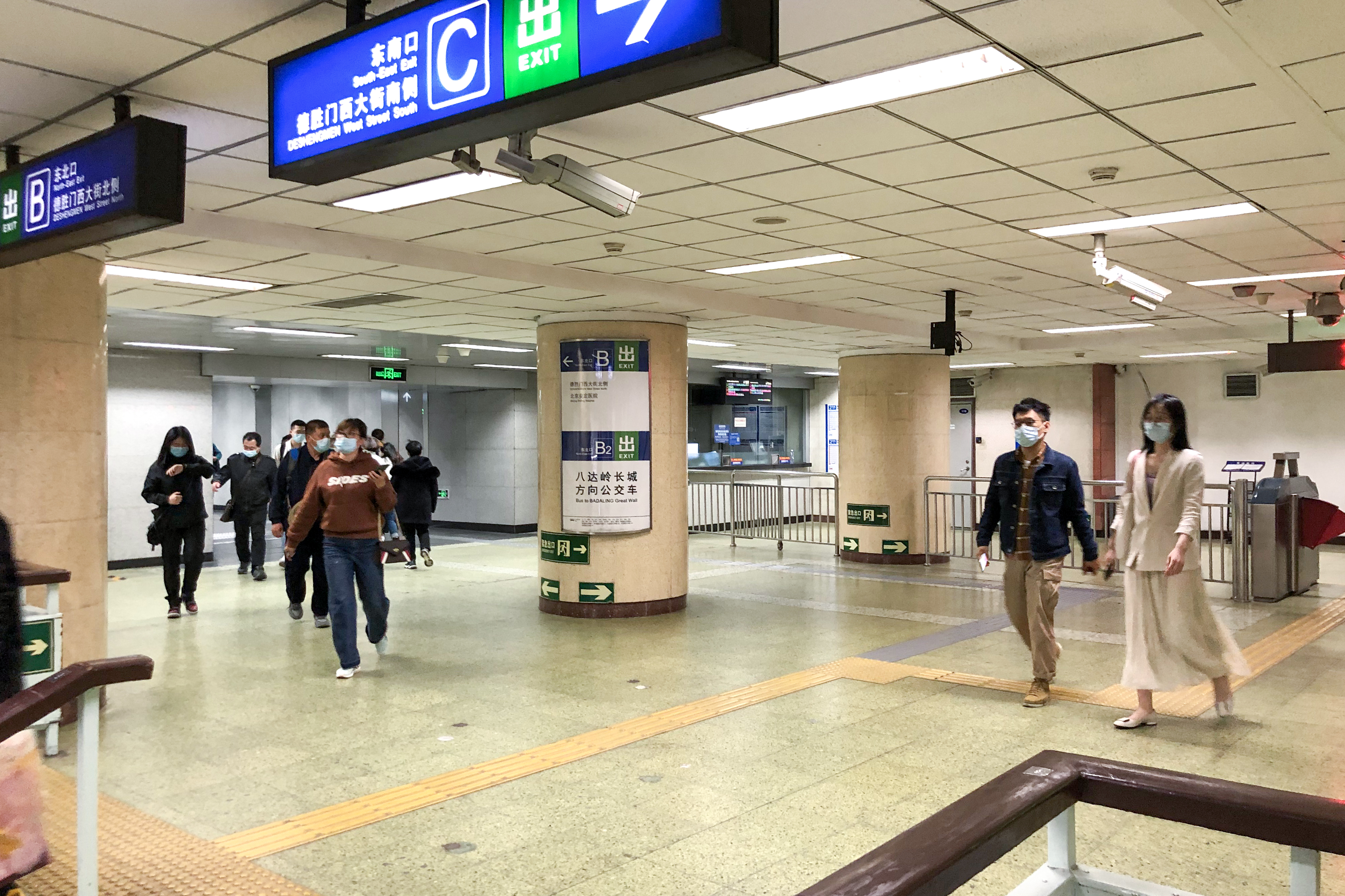
积水潭站2号线东站厅（2021年4月摄）
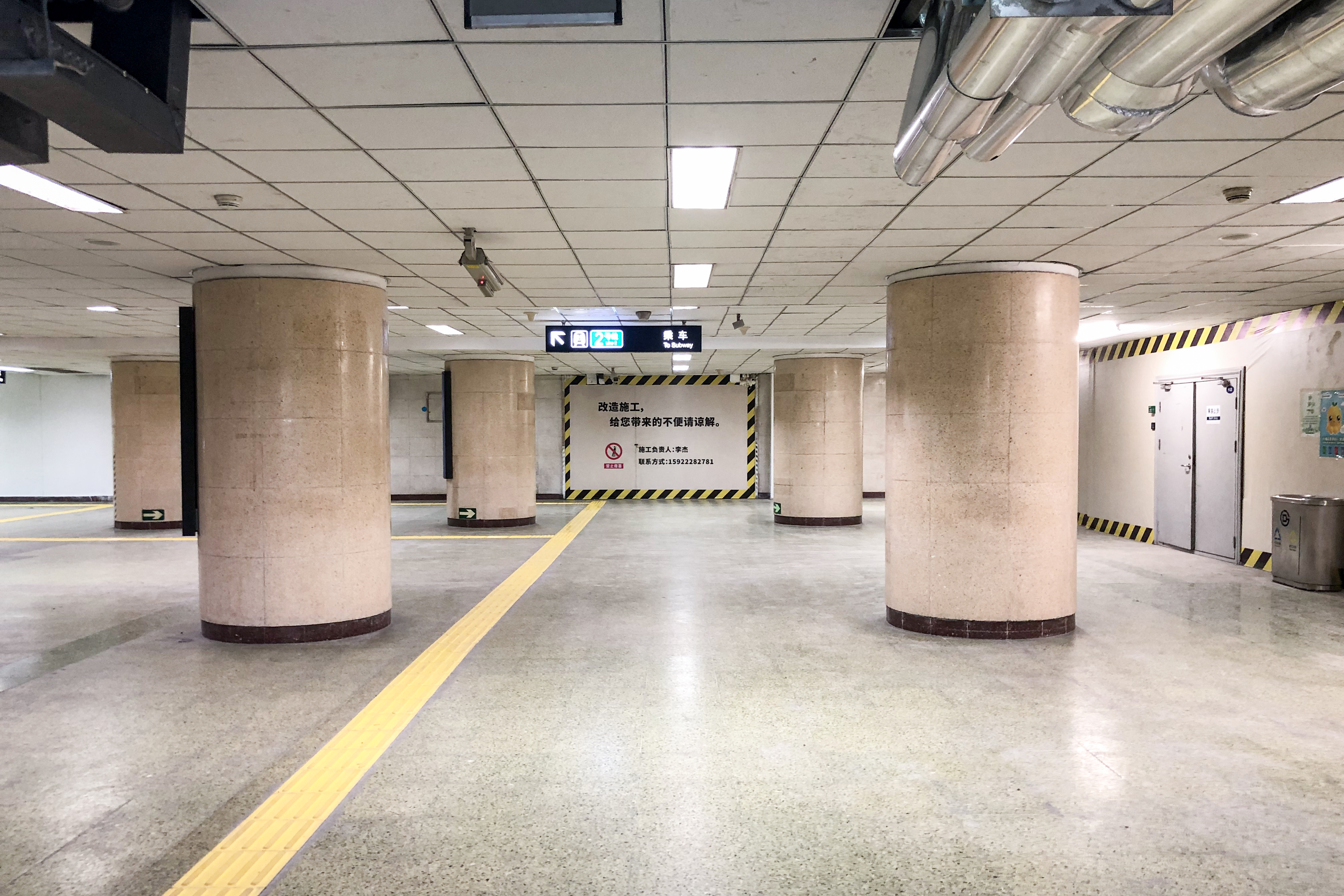
积水潭站2号线西站厅（2021年6月摄）
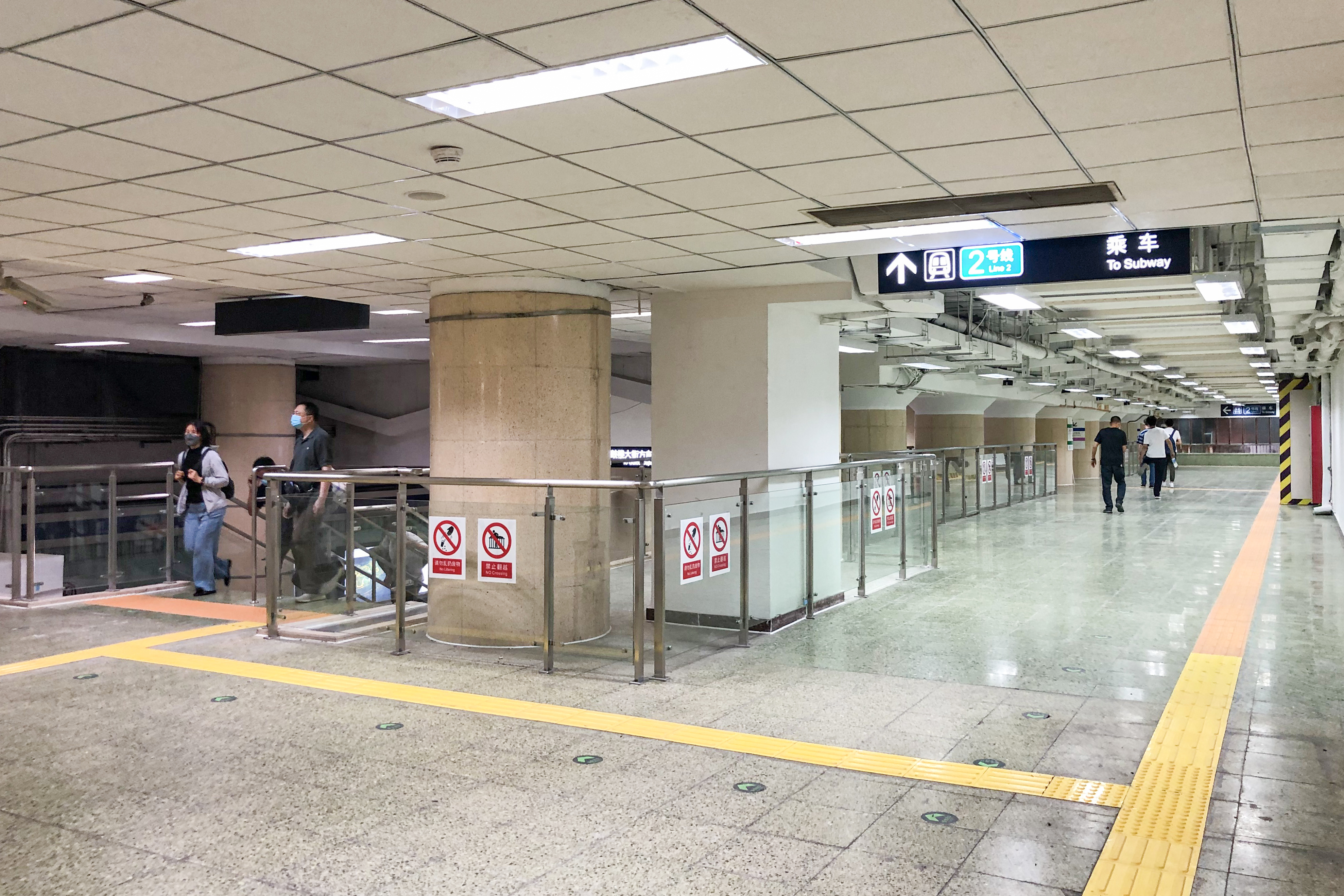
积水潭站2号线西站厅的扩展部分（2021年6月摄）
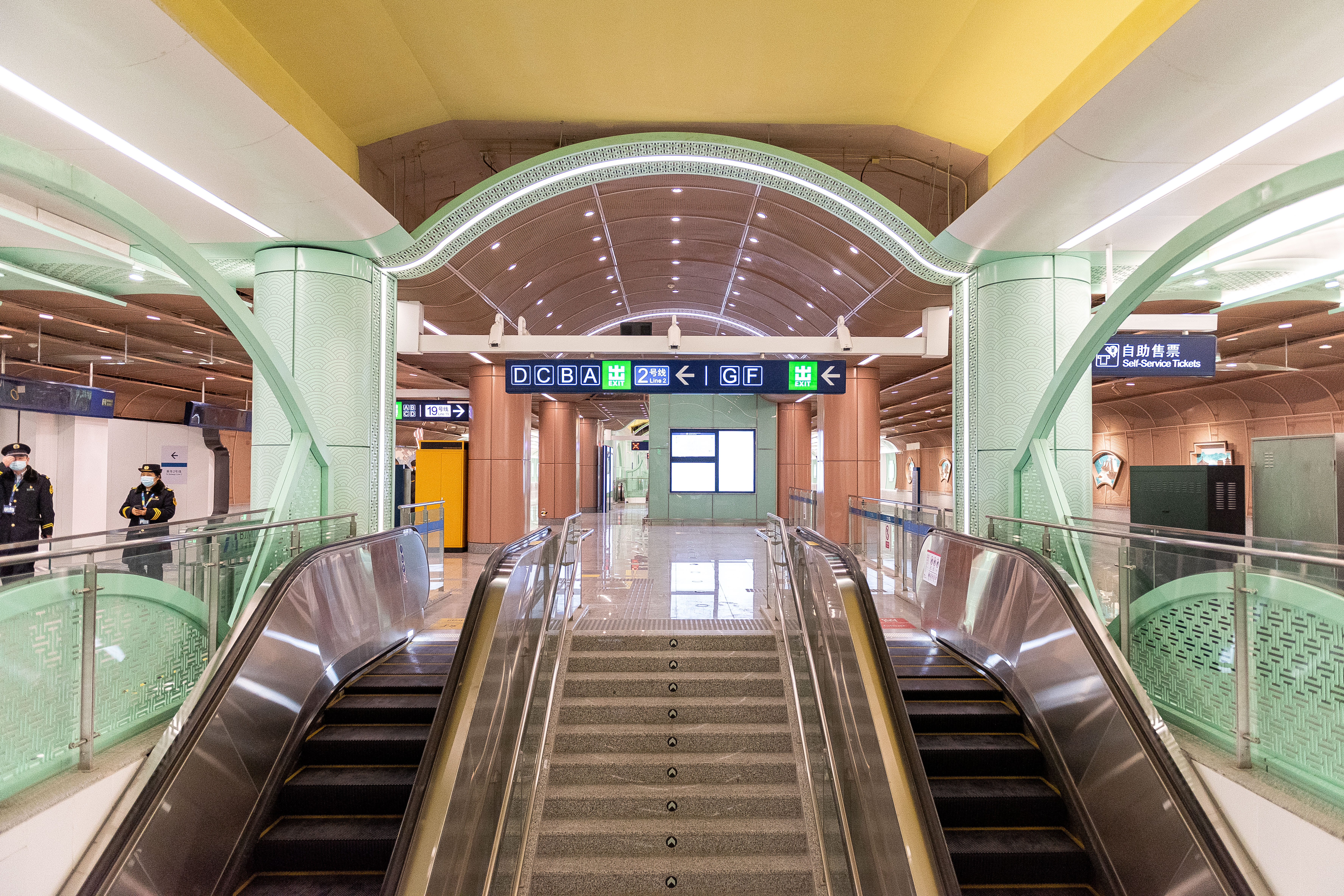
积水潭站19号线站厅（2021年12月摄）
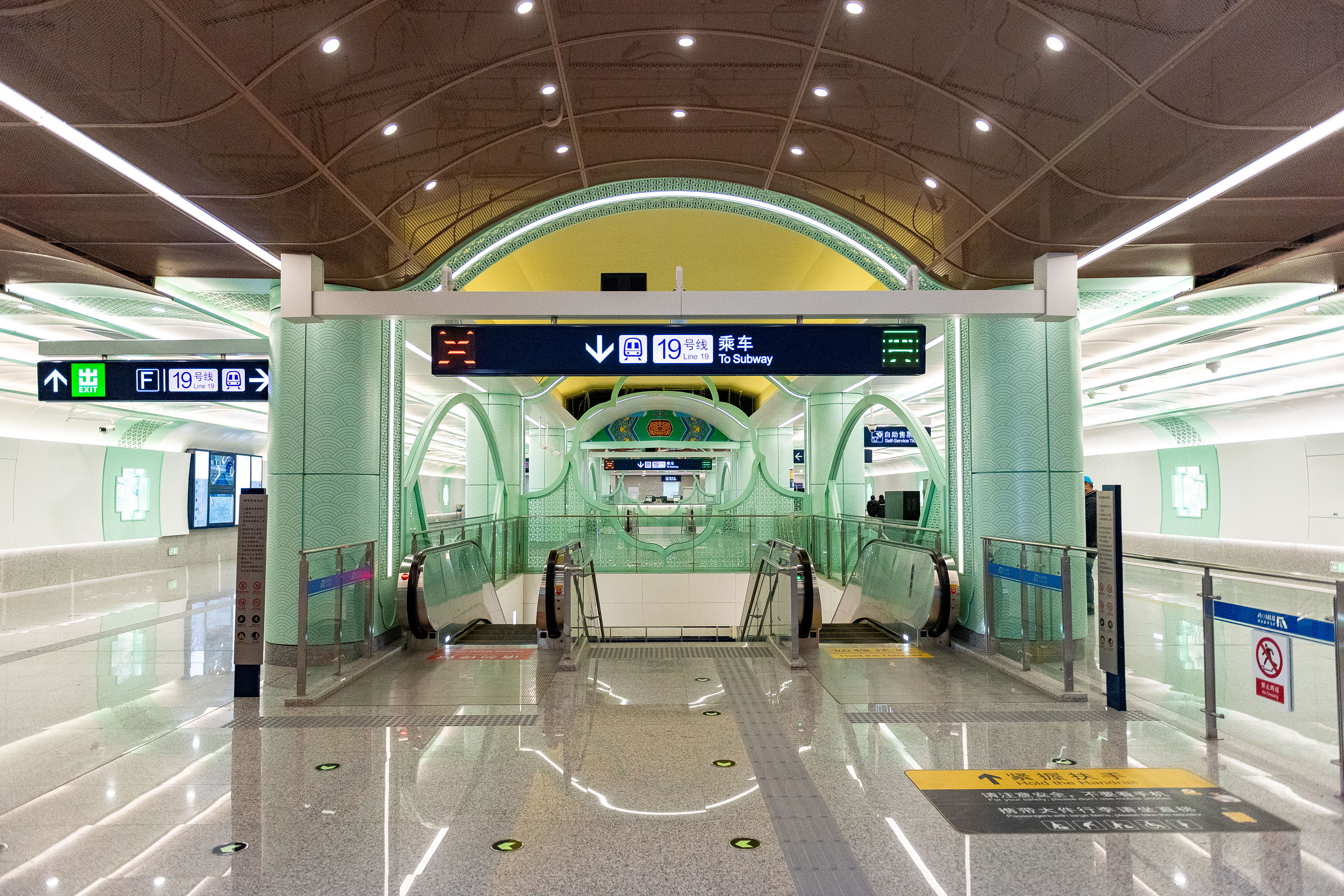
积水潭站19号线站厅（2021年12月摄）

### 站台
2号线设有一座岛式站台，位于北二环地底，站台西端楼梯后预留有换乘通道入口。19号线亦设一座岛式站台，位于新街口北大街地底。

## 出口
积水潭站原共有3个出口：A西北、B東南、C西南。2015年9月30日开通德胜门西公交场站内的东北口为B口，原B口改为C口，C口改为D口。因应19号线工程需要，2020年12月18日首班车起至另有通知时止，积水潭站D口封闭，原D口地上建筑于2021年4月8日前被拆除，2号线西站厅（A、D口）的安检和检票闸机也将移至地面站厅。A口新建的地面检票区于2021年6月18日启用。此外，随19号线车站建成的除了重建的D口外还有F口和G1口。
|                             |                      |                                                                    |      |            |
|                             |                      |                                                                    |      |            |
| 編號                        | 指示                 | 建議前往的目的地                                                   | 照片 | 无障碍设施 |
| 连通 2号线站厅              |                      |                                                                    |      |            |
| 出口 · A                    | 新街口外大街         | 北京市地铁运营有限公司三分公司                                     |      | 不適用     |
| 出口 · B · 1 · 升降机标志   | 德胜门西大街北侧     | 德胜门西公交场站                                                   |      |            |
| 出口 · B · 2 · 升降机标志   | 德胜门西大街北侧     | 德胜门西公交场站、德胜门箭楼                                       |      |            |
| 出口 · C · 轮椅升降台标志   | 德胜门西大街南侧     | 北京法语联盟                                                       |      |            |
| 出口 · D · 升降机标志       | 新街口北大街         | 北京市国立公证处、四川饭店、徐悲鸿纪念馆、解放军歌剧院、积水潭医院 |      |            |
| 连通 19号线站厅             |                      |                                                                    |      |            |
| 出口 · F · 升降机标志       | 新街口北大街（西侧） | 新街高和                                                           |      |            |
| 出口 · G · 1                | 德胜门西大街（南侧） | 物美·新街口中心                                                    |      | 不適用     |
| 註： 設有 \| 設有輪椅升降台 |                      |                                                                    |      |            |

## 历史

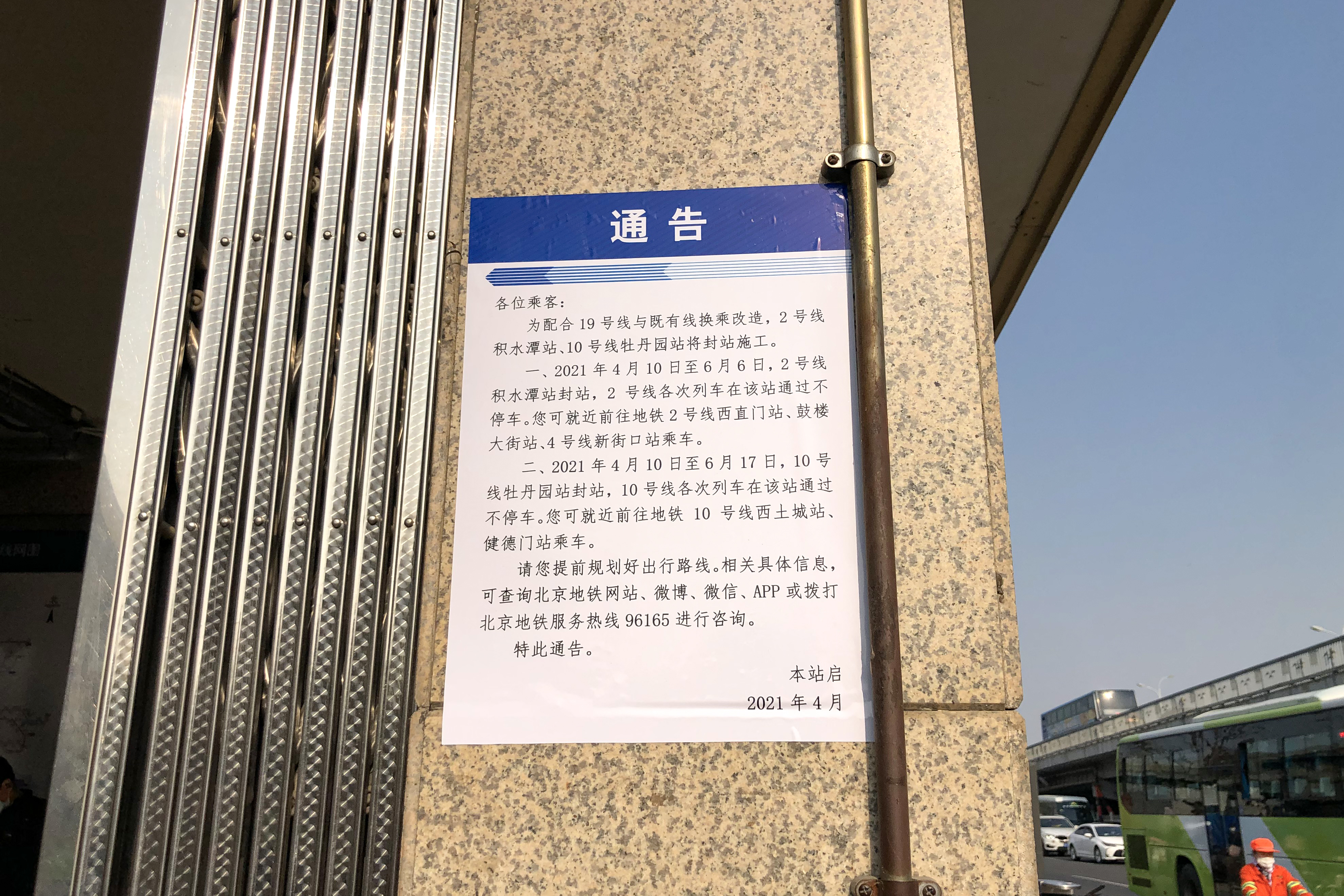
2021年4月8日，积水潭站A口外张贴的临时封站通知

2号线积水潭站于1984年9月20日启用，最初只有3个出入口，2014年8月启动增建东北出入口工程，2015年9月30日正式启用东北口。19号线积水潭站则于2019年1月31日实现主体结构封顶。
2007年2月15日至3月1日，2号线积水潭站曾因安装闸机需扩充站厅而封闭改造，同年3月2日恢复运营。
2021年4月10日起，为配合19号线换乘施工改造工作，2号线积水潭站临时封站，其间西站厅至站台的楼梯将有一半宽度被拆除，西厅外侧则会增加一条向站台中部延伸的通道，供19号线换乘2号线使用；2021年6月3日，北京地铁宣布2号线积水潭站封闭截止时间由原定的6月6日延长至6月17日。6月18日，积水潭站恢复运营。
2021年12月31日，19号线积水潭站投入使用。
2022年5月12日，因疫情影响，积水潭站暂时封闭，乘客可以在该站正常换乘。
2022年6月6日，因附近隔离管控措施解除，积水潭站恢复运营，重新开放进出站。